# آمبیورنارپ
آمبیورنارپ (به سوئدی: Ambjörnarp) یک سکونتگاه مسکونی در سوئد است که در بخش ترانمو واقع شده‌است.

## خصوصیات
امبجورنارپ ۰٫۸۶ کیلومترمربع مساحت و ۲۷۰ نفر جمعیت دارد.